# Науково-дослідний інститут безпеки праці та екології в гірничорудній і металургійній промисловості
Науково-дослідний інститут безпеки праці та екології в гірничорудній і металургійній промисловості — заснований 1971 року у Кривому Розі як науково-дослідний заклад. Є структурним підрозділом Криворізького національного університету.
Напрями діяльності: розробка способів безпечного ведення робіт, вивчення причин виникнення рудникових пожеж, завалів і затоплень, створення методів запобігання їх і ведення гірничорятувальних робіт. Є аспірантура. Інститут видає збірник праць.